# Liga Mundial de Polo Aquático Masculino de 2010
A Liga Mundial de Polo Aquático Masculino de 2010 foi a nona edição da Liga Mundial, organizado pela FINA. A Super Final aconteceu em Niš, Sérvia, com a vitória da Seleção Sérvia de Polo Aquático.